# Laversines
Laversines je francouzská obec v departementu Oise v regionu Hauts-de-France. V roce 2014 zde žilo 1 118 obyvatel.

## Poloha obce
Sousední obce jsou: Bresles, Le Fay-Saint-Quentin, Fouquerolles, Nivillers, Rochy-Condé a Therdonne.

## Vývoj počtu obyvatel
Počet obyvatel